# IROC IV
La quatrième édition de l'International Race of Champions, disputée en 1976 et 1977, a été remportée par l'Américain A.J. Foyt. Tous les pilotes  conduisaient des Chevrolet Camaro.

## Courses de l'IROC IV
| Date              | Lieu      | Vainqueur       | Nationalité | Championnat d'origine |
| 18 septembre 1976 | Michigan  | Buddy Baker     | États-Unis  | Winston Cup (NASCAR)  |
| 16 octobre 1976   | Riverside | Bobby Unser     | États-Unis  | IndyCar (USAC)        |
| 17 octobre 1976   | Riverside | Cale Yarborough | États-Unis  | Winston Cup (NASCAR)  |
| 18 février 1977   | Daytona   | Cale Yarborough | États-Unis  | Winston Cup (NASCAR)  |

## Classement des pilotes
| Classement | Pilote            | Pays           | Championnat          | Gains (en $) |
| ---------- | ----------------- | -------------- | -------------------- | ------------ |
| 1er        | A.J. Foyt         | États-Unis     | IndyCar (USAC)       | 50 000       |
| 2e         | Cale Yarborough   | États-Unis     | Winston Cup (NASCAR) | 25 000       |
| 3e         | Bobby Unser       | États-Unis     | IndyCar (USAC)       | 23 000       |
| 4e         | Johnny Rutherford | États-Unis     | IndyCar (USAC)       | 20 000       |
| 5e         | Buddy Baker       | États-Unis     | Winston Cup (NASCAR) | 18 000       |
| 6e         | Richard Petty     | États-Unis     | Winston Cup (NASCAR) | 15 000       |
| 7e         | Al Holbert        | États-Unis     | IMSA                 | 13 000       |
| 8e         | Al Unser          | États-Unis     | IndyCar (USAC)       | 10 500       |
| 9e         | David Pearson     | États-Unis     | Winston Cup (NASCAR) | 10 500       |
| 10e        | Jody Scheckter    | Afrique du Sud | Formule 1 (FIA)      | 5 000        |
| 11e        | Gordon Johncock   | États-Unis     | IndyCar (USAC)       | 5 000        |
| 12e        | James Hunt        | Royaume-Uni    | Formule 1 (FIA)      | 5 000        |

Notes: 

- James Hunt n'a participé qu'à la première manche du championnat
- Jody Scheckter n'a participé qu'aux trois premières manches du championnat